# Literatura farerska

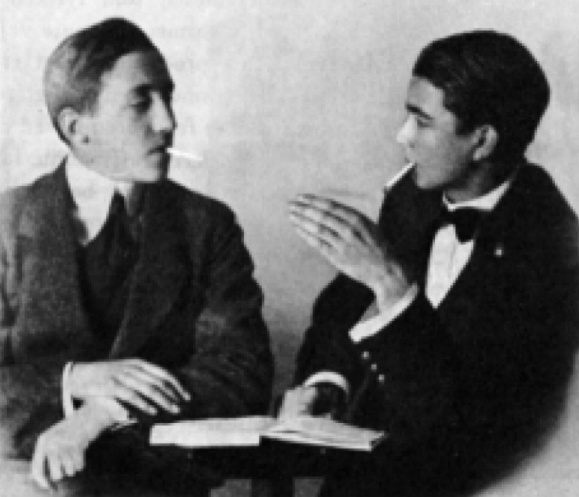
William Heinesen i Franz Jakobsen

Literatura farerska – literatura tworzona przez mieszkańców Wysp Owczych w języku farerskim i języku duńskim.
W średniowieczu wiele wierszy i podań było przekazywanych ustnie. Można je podzielić na następujące grupy: sagnir - podania historyczne oraz ævintyr - ballady, często towarzyszyły im muzyka i taniec.
W XIII wieku na Islandii powstała Saga o Wyspach Owczych (Færeyinga saga), która opowiadała o osadnictwie i wczesnej historii wysp, choć prawdziwość przedstawionych w niej wydarzeń jest wątpliwa. 
Literatura farerska w tradycyjnym ujęciu rozwinęła się dopiero w XIX w XX wieku. Na tak późne uformowanie się nowoczesnej literatury pisanej wpłynęło izolowane położenie wyspy oraz trudności ze  standaryzacją pisanego języka farerskiego (1890) oraz z wprowadzeniem go do szkół. Poza tym język duński był na Wyspach z wielu względów faworyzowany kosztem farerskiego. Przede wszystkim dlatego, że duński był językiem administracji i jako bardziej rozwinięty – jeśli chodzi o zasób słownictwa oraz dostępne style użytkowe – lepiej nadawał się do zapisywania oficjalnych dokumentów. Ze względu na dostępność książek w języku duńskim i brak podręczników farerskich duńskiego nauczano również w szkołach na Wyspach. Pierwsza książka drukowana w języku farerskim wydana została dopiero w 1822 r., co obrazuje skalę zapóźnień. 
Niemniej jednak na Wyspach Owczych istnieli poeci i prozaicy, próbujący zapisywać swe teksty w swoim języku. Na początku XIX w. Nólsoyar Páll, liberał walczący o likwidację monopolu handlowego na Wyspach, był również autorem wielu tekstów, w tym najsłynniejszej Fuglakvæði (Pieśń o ptakach, 1807, wyd. 1834). W tym okresie działał także poeta Jens Christian Djurhuus. Ze względu na istnienie bogatych tradycji ludowych, szczególnie szybko rozwinęła się farerska poezja. Jej reprezentantami są m.in. Christian Matras, Hans Andrias Djurhuus, Regin Dahl, Rói Patursson.
Inni znani farerscy autorzy to Heðin Brú (Stary człowiek i jego syn) a także pisarze duńskojęzyczni Jørgen-Frantz Jacobsen i William Heinesen.